# 佩罗 (阿尔代什省)
佩罗（法語：Peyraud，發音：[peʁo]）是法国阿尔代什省的一个市镇，属于罗讷河畔图尔农区。

## 地理
佩罗（45°18'11"N, 4°47'16"E）面积5.96 平方千米，位于法国奥弗涅-罗讷-阿尔卑斯大区阿尔代什省，该省份为法国东南部内陆省份，北起顺时针与卢瓦尔省、伊泽尔省、德龙省、沃克吕兹省、加尔省、洛泽尔省和上盧瓦爾省接壤。
与佩罗接壤的市镇（或旧市镇、城区）包括：博日、香槟、波格尔、塞里耶尔、圣朗贝尔达尔邦、萨布隆。
佩罗的时区为UTC+01:00、UTC+02:00（夏令时）。

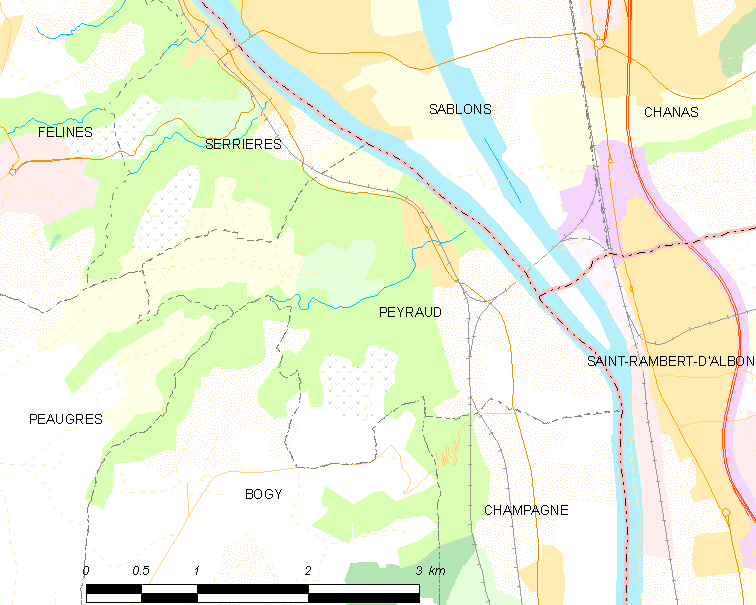
佩罗的OSM定位图

## 行政
佩罗的邮政编码为07340，INSEE市镇编码为07174。

## 政治
佩罗所属的省级选区为萨拉县。

## 人口

1962-2008年间佩罗人口变化图示

佩罗于2022年1月1日时的人口数量为517人。